# Cieleski
Cieleski – herb szlachecki, odmiana herbu Trestka.

## Opis herbu
W polu błękitnem – na srebrnym pasie ukośno-lewym rzędem trzy krzyże złote, zakończone kulkami. Nad hełmem w koronie pięć piór strusich.

## Najwcześniejsze wzmianki
Źródła piszą o Cieleskich (v. Cielskich) z Cieleszyna Świeckiego w roku 1650.

## Herbowni
Jedna rodzina herbownych (herb własny):
Cieleski, Cielski.